# Кондла мак Коэлбад
Кондла мак Коэлбад (др.‑ирл. Condlae mac Cóelbad; вторая половина V века) — король Дал Арайде (455 — не позднее 482).

## Биография
Кондла был одним из двенадцати сыновей короля Ульстера Коэлбада мак Круйнда, гибель которого авторы «Анналов четырёх мастеров», а вслед за ними и Джеффри Китинг датировали серединой IV века. Однако современные историки считают эту датировку кончины отца Кондлы ошибочной и относят его смерть к 429 году, времени завоевания северных земель Ирландии сыновьями Ниалла Девять Заложников. После гибели Коэлбада его старший сын Саран унаследовал населённые круитни отцовские родовые земли. Здесь было образовано новое ульстерское суб-королевство Дал Арайде, первым правителем которого и стал Саран.
Согласно сведениям «Трёхчастного жития святого Патрика», Саран мак Коэлбад был ярым язычником, выступавшим против миссионерской деятельности «апостола Ирландии». Между тем все младшие братья Сарана выказывали Патрику великое уважение, а Кондла даже подарил святому землю в Домнах Комбайр (современное селение Макамор около Антрима) для строительства христианской церкви. Несмотря на это, по приказу короля Патрик был изгнан из Ульстера. За этот проступок святой проклял Сарана, провозгласив, что его преследователь никогда не попадёт в рай и никто из его потомков не удостоится чести унаследовать отцовские владения.
Смерть короля Сарана мак Коэлбада датируется 455 годом. Как и предсказал святой Патрик, ни один из сыновей умершего монарха не унаследовал хотя бы части отцовских владений: престол Ульстера перешёл к Муйредаху Муйндергу из рода Дал Фиатах, а королевство Дал Арайде досталось Кондле. Все позднейшие правители Дал Арайде, а также некоторые из королей Ульстера были потомками Кондлы.
О правлении Кондлы мак Коэлбада почти ничего неизвестно, так как его имя не упоминается в ирландских анналах. Вероятно, он умер не позднее 482 года, когда, согласно свидетельствам анналов, правителем Дал Арайде был уже его брат Фиахра Лонн. Сыном Кондлы мак Коэлбада был король Дал Арайде и Ульстера Эохайд мак Кондлай, правивший в первой половине VI века.